# Юрика (Канзас)
Юрика (англ. Eureka) — місто (англ. city) в США, в окрузі Грінвуд штату Канзас. Населення — 2332 особи (2020).

## Географія
Юрика розташована за координатами 37°49′34″ пн. ш. 96°17′20″ зх. д. / 37.82611° пн. ш. 96.28889° зх. д. (37.826065, -96.288824).  За даними Бюро перепису населення США в 2010 році місто мало площу 5,90 км², уся площа — суходіл.

## Демографія
Згідно з переписом 2010 року, у місті мешкали 2633 особи в 1171 домогосподарстві у складі 663 родин. Густота населення становила 447 осіб/км².  Було 1410 помешкань (239/км²).
Расовий склад населення:
| - 95,2 % — білих - 0,9 % — корінних американців - 0,4 % — азіатів - 0,2 % — чорних або афроамериканців - 1,1 % — осіб інших рас |

До двох чи більше рас належало 2,2 %. Частка іспаномовних становила 5,3 % від усіх жителів.
За віковим діапазоном населення розподілялося таким чином: 23,7 % — особи молодші 18 років, 54,0 % — особи у віці 18—64 років, 22,3 % — особи у віці 65 років та старші. Медіана віку мешканця становила 43,2 року. На 100 осіб жіночої статі у місті припадало 91,9 чоловіків;  на 100 жінок у віці від 18 років та старших — 87,2 чоловіків також старших 18 років.
Середній дохід на одне домашнє господарство  становив 45 029 доларів США (медіана — 35 408), а середній дохід на одну сім'ю — 57 122 долари (медіана — 40 536). Медіана доходів становила 34 432 долари для чоловіків та 27 188 доларів для жінок. За межею бідності перебувало 15,3 % осіб, у тому числі 17,9 % дітей у віці до 18 років та 10,7 % осіб у віці 65 років та старших.
Цивільне працевлаштоване населення становило 1098 осіб. Основні галузі зайнятості: освіта, охорона здоров'я та соціальна допомога — 21,3 %, мистецтво, розваги та відпочинок — 15,8 %, публічна адміністрація — 12,2 %, роздрібна торгівля — 11,7 %.